# Las Ventas, Madrid
Plaza de Toros de Las Ventas je znamenita arena za bikoborbe v Madridu, Španija.
Nahaja se v četrti Guindalera v okrožju Salamanca, v vzhodnem delu Madrida in je bila odprta 17. junija 1931. Ima kapaciteto 25.000 obiskovalcev.
Zgradbo je zasnoval arhitekt José Espeliú v Neo-Mudejar (mavrskem) slogu s keramično inkrustracijo. Sedeži se nahajajo v desetih tendidos. Cena sedežev je odvisna od tega, kako blizu so prizorišču in ali so na soncu ali v senci (slednji so dražji). Sezona bikoborb se začne v marcu in konča v oktobru. Bikoborbe potekajo vsak dan v času praznika Sv. Izidorja in vsako nedeljo ali praznik v sezoni. Bikoborbe se začnejo ob 18.00 ali 19:00 in trajajo dve do tri ure.

## Zgodovina
Od 1913-1920 je nacionalna strast do bikoborb pridobila tako pomemben položaj, da je nekdanja glavna arena za bikoborbe v Madridu, v Carretera de Aragon iz leta 1874, postala premajhna. José Gómez Ortega "Joselito" je izjavil, da je potrebno zgraditi novo, takšno da bo del španske kulturne dediščine in kulture celotnega mesta Madrid. Njegov prijatelj arhitekt José Espeliú je začel delati na projektu.
Družina Jardón je podarila zemljišče Pokrajinskemu svetu v Madridu pod pogojem, da lahko vodijo areno petdeset let. Delegacija je predlog sprejela 12. novembra 1920. 19. marca 1922 je v samem središču bodoče arene položen temeljni kamen.
Las Ventas je bila končana leta 1929, dve leti kasneje, 17. junij 1931, pa je potekala dobrodelna bikoborba pred polno areno, ki je bila tako slovesno odprta. Bikoborbe so bile ustavljene med špansko državljansko vojno in se niso nadaljevala do maja leta 1939.
Obstaja skladba pasodoble imenovana "Plaza de las Ventas" skladatelja Maestra Manuel Lilla, ki je posvečena tej areni.

## Zgradba in oprema
Las Ventas je sestavljen iz obroča ali arene in skupine območij, imenovanih "terase". Arhitektura je neo-mudejar, s keramičnimi elementi heraldičnih grbov različnih španskih pokrajin. Arena ima premer 60 metrov. Število sedežev je razdeljeno na 10 "tendidos" (skupina 27 vrst okoli arene), nekatere izmed njih v senci, ostale na soncu.
Predsednik corrida sedi v 10. tendido. Kraljeva loža je vrhunski dizajn, s svojo mudejar arhitekturo, popolno kopalnico in dvigalom. Nasproti kraljevi loži, v pokriti tribuni s streho, je ura. Arena ima pet vrat, plus tri več imenovane toriles, od koder v areno vstopajo biki. Vrata cuadrillas med tendidos 3 in 4, imajo dostop do konjskega dvorišča. Na ta vrata prihajajo paseillo in picadores (tisti, ki kaznuje bika s sulico) na prizorišče (suerte de varas). Pomična vrata, ki vodijo do prostora za odiranje, so med tendidos 1 in 2. Slavna Puerta Grande (Velika vrata), imenovana tudi Vrata Madrida, so med tendidos 7 in 8. Priti ven skozi ta vrata, še posebej v času praznovanja Sv. Izidorja, je ambicija vsakega bikoborca. Na voljo je tudi kapela in majhen prostor z dvema operacijskih dvoranama za poškodovance.

## Druga uporaba

### Koncerti
- 2009, Kylie Minogue, predstava KylieX2008.
- 1991, Diana Ross predstava Here and Now World Tour 1991-92.
- 1996, Avstralska rock zasedba AC/DC , predstava Ballbreaker World Tour.
- Uspešno so posneli predstavo za DVD, koncertni video " AC/DC: No Bull".

Poleti 2003, Radiohead, njihov edini postanek v Španiji tisto leto.
Coldplay so nastopali na Amex Unstaged concert 28 oktobra 2011.

### Red Bull X Fighters
Las Ventas je gostil Red Bull X Fighters FMX od leta 2002

### Tennis Court
Leta 2008 se je odvijalo teniško tekmovanje za Davisov pokal med Španijo in ZDA.

### Gledališče
Od leta 2014 se lahko prizorišče uredi kot gledališče, pod imenom Gran Teatro Ruedo Las Ventas, s kapaciteto 858 sedežev.